# Шехтер, Итай Менахем
Итай Менахем Шехтер (ивр. איתי שכטר‎; 22 февраля 1985, Рамат-Ишай) — израильский футболист, нападающий клуба Маккаби (Петах-Тиква). Выступал за сборную Израиля.

## Биография
Начал свою карьеру в молодёжной команде «Хапоэля» из города Хайфа, где в сезоне 1999/00 выиграл Молодёжный Кубок Израиля по футболу для команд не старше 13 лет.
Первая игра в Израильской Премьер-лиге была против «Ашдода», закончившаяся поражением 1:2, Итай выходил на замену. Первый свой гол забил в игре против «Маккаби» Нетания, в игре, закончившейся поражением со счётом 1:3, Итай забил единственный мяч в своей команде.
В 2006 году переходит в Нетанию, так как хотел играть в более сильном клубе, нежели «Нацрат-Иллит», который только что вылетел в Лигу Леумит.
После 3 лет пребывания в «Маккаби» Нетания 23 июля 2009 года он переходит в «Хапоэль» Тель-Авив за 500 тысяч долларов, с которым подписывает игровой контракт до 2014 года.
18 августа 2010 года Шехтер получает жёлтую карточку в ходе матча против команды «Ред Булл» Зальцбург за то, что во время празднования забитого им гола достал кипу из кармана шорт и надел её на голову, совершая молитву по иудейскому обычаю. Данный поступок привлёк в Израиле всеобщее внимание к футболисту, а в прессе данный поступок футболиста был интерпретирован даже как символ победы иудаизма над нацизмом Австрии в её недавнем прошлом. Кипу ему подарил больной раком фанат «Хапоэля» Тель-Авив.
7 июля 2011 года совершился переход Итая Шехтера в команду немецкой Бундеслиги «Кайзерслаутерн». В следующем сезоне он был отдан в аренду в английский «Суонси Сити».